# لانگن (امسلاند)
لانگن (به آلمانی: Langen) یک شهر در آلمان است که در Lengerich واقع شده‌است. لانگن ۱٬۴۱۱ نفر جمعیت دارد.